# Begonia jaliscana
Espèce
Begonia jaliscana est une espèce de plantes de la famille des Begoniaceae.
L'espèce fait partie de la section Gireoudia.
Elle a été décrite en 1986 par Utley - Kathleen Burt-Utley.

## Répartition géographique
Cette espèce est originaire du Mexique.